# The Butterfly Effect (canción)
«The Butterfly Effect» es el tercer sencillo de la banda portuguesa Moonspell publicado en 1999, desprendido del álbum The Butterfly Effect. Fue lanzado sólo con fines promocionales.

## Listado de canciones
1. «Soulsick»
2. «Butterfly FX»
3. «Can't Bee»

- Datos: Q6144197